# Гавриил (Кризина)
Епи́скоп Гаврии́л (укр. Єпископ Гавриїл в миру Яросла́в Васи́льевич Кризина укр. Ярослав Васильович Кризина; род. 6 марта 1973, Берёзово, Хустский район, Закарпатская область) — архиерей Православной церкви Украины (с 2019).
Ранее — епископ Украинской автокефальной православной церкви, епископ Ровенский и Волынский (2018); до этого — клирик Украинской православной церкви Московского патриархата (1996—2018).

## Биография
Родился 6 марта 1973 года в селе Берёзово Хустского района Закарпатской области в семье иконописца. Мать и старшая сестра после смерти отца приняли монашество, младшая сестра — супруга священнослужителя.
В 1989 году окончил среднюю общеобразовательную школу. В 1993 году окончил Киевскую духовную семинарию, а в 1997 году — Киевскую духовную академию, в которой в 1998 году защитил диссертацию, получив степень кандидата богословия.
20 марта 1996 года проректором Киевской духовной академии и семинарии архимандритом Митрофаном (Юрчуком) в Дальних пещерах Киево-Печерской лавры был пострижен в монашество с именем Гавриил в честь Архангела Гавриила. 16 апреля 1996 года был хиротонисан во иеродиакона, а 26 мая 1996 года митрополитом Киевским Владимиром (Сабоданом) — во иеромонаха.
С 1997 по 2007 год нёс послушания помощника инспектора, заведующего библиотекой и преподавателя в Киевской духовной семинарии и академии.
С сентября 1999 года по 2000 год представлял Украинскую православную церковь (УПЦ МП) в межконфессиональном совете христианской молодёжи Украины, а с декабря 2000 года являлся председателем Союза православной молодежи Украины во имя преподобного Нестора Летописца.
С декабря 2003 года был в должности доцента кафедры общецерковной истории Ужгородской богословской академии имени святых Кирилла и Мефодия (УУБА).
С декабря 2003 года назначен заместителем председателя Синодального отдела УПЦ МП по делам молодёжи.
В 2005 году получил степень доктора богословия в УУБА (по нострификации).
С 2006 по 2007 год был представителем УПЦ МП в секретариате Всеукраинского совета церквей и религиозных организаций.
С сентября 2007 года назначен проректором по представительской работе УУБА-Карпатского университета (КаУ) и заведующим представительством УУБА в городе Киеве.
С июля 2008 года был в звании профессора кафедры теоретического богословия и истории церкви УУБА.
28 августа 2009 года приказом по Министерству по делам семьи, молодёжи и спорта Украины № 3050 введён в состав Общественного совета при Министерстве по вопросам сотрудничества с религиозными организациями.
В 2010 году окончил богословско-философский факультет Карпатского университета и получил государственную квалификацию «магистр богословия, преподаватель высшего учебного заведения».
В 2010 году получил степень доктора богословских наук в УУБА и получил благословение на ношение докторского креста как второго наперсного. При этом значительная часть его работ — плагиат.
С ноября 2011 по 2014 год был заместителем уполномоченного УПЦ МП по вопросам высшего образования и науки.
5 сентября 2012 года решением организационного пленума Международной академии богословских наук избран академиком.
С 2012 по 2016 год был заведующим научно-исследовательского отдела государственного Музея истории Десятинной церкви.
С 2016 года является членом Комиссии по государственному признанию документов о высшем духовном образовании при Министерстве образования и науки Украины.
27 апреля 2017 решением аттестационной коллегии Министерства образования и науки Украины присвоено государственное ученое звание профессора.
12 июня 2018 года был принят в юрисдикцию Украинской автокефальной православной церкви, став клириком её Киевской епархии.
25 июля 2018 года решением Архиерейского собора и патриаршего совета УАПЦ был избран епископом Ровенским и Волынским.
2 сентября 2018 года в кафедральном храме Успения Божией Матери города Львова был хиротонисан в сан епископа Ровенского и Волынского. Хиротонию совершили: митрополит Киевский Макарий (Малетич), архиепископ Тернопольский и Бучацкий Тихон (Петранюк), епископом Мукачевский и Карпатский Виктор (Бедь) и епископ Херсонский и Николаевский Борис (Харко).
15 декабря 2018 года в Софийском соборе в Киеве принял участие в «объединительном соборе», став самым молодым по хиротонии архиереем новообразованной Православной Церкви Украины. Согласно решению Священного Синода ПЦУ 5 февраля 2019 года изменен титул на «епископ Ровенский и Сарненский», хотя возглавляемая им епархия и в дальнейшем именовалась Ровенско-Волынской.
В январе 2019 года стал преподавателем Ровенской духовной семинарии Православной Церкви Украины. В ноября 2019 года стал профессором Черновицкого национального университета им. Юрия Федьковича.

## Публикации
статьи
- Канонізація отця Олексія Товта // Православний вісник. — К., 1996. — № 5. — С. 83-85.
- Византийское храмовое зодчество // Христианский храм византийского обряда вчера и сегодня. Международная научная конференция. 23-25 сентября 1998 г. — Прешов: Православный богословский факультет Прешовского университета, 2000. — С. 9-23.
- Життєопис схиархімандрита Алексія (Кабалюка) // Православний вісник. — К., 2001. — № 3. — С. 49-61.
- Про взаємодію Церкви і держави в галузі освіти // Науковий вісник Ужгородської Української Богословської Академії імені святих Кирила і Мефодія. — Ужгород, 2005. — № 2. — С. 31-33.
- Архімандрит Іустин (Попович) і Закарпаття // Науковий вісник Ужгородської Української Богословської Академії імені святих Кирила і Мефодія. — Ужгород, 2005. — № 2. — С. 94-96.
- Традиции и особенности церковной архитектуры Украины в период первосвятительского служения Блаженнейшего Митрополита Владимира // Труди Київської Духовної Академії. — К., 2007. — № 7. — С. 86-110.
- Результати перемоги ісихазму для православної ойкумени // Науковий вісник. — Ужгород, 2010. — № 6-7. — С. 45-55.
- Византийское церковное зодчество в период правления императора Юстиниана І // Opus mixtum: Міністерство культури України, Музей історії Десятинної церкви, 2015. — № 3. — С. 183—188.
- Пастирське служіння як освітня та соціальна практика // Український церковний вісник Помісна Церква. — К., 2020. — № 10 (14). — С. 20-23.
- Соціальна робота Православної Церкви як наука і навчальна дисципліна // Андріївський вісник. — Рівне: Рівненська Духовна Семінарія, 2020. — С. 36-40.
- Святі патрони Закарпаття — брати Мойсей, Єфрем та Георгій Угрини // Український церковний вісник Помісна Церква. — К., 2021. — №. 2 (18). — С. 26-29.

книги
- Православная Церковь в Закарпатье (век ХХ). — К.: Информационно-издательский центр Украинской Православной Церкви, 1999. — 200 с., 4 с. ил.
- Твердиня Православ’я Закарпаття — Ізький Свято-Миколаївський чоловічий монастир. — К.: Інформаційно-видавничий центр Української Православної Церкви, 2004. — 52 с.
- Церковная археология. Учебное пособие для студентов IV курса КДА. — К.: Киевская Духовная Академия, 2005. — 100 с.
- Паламізм та духовно-культурне відродження православної екумени. — К.: Видавничий відділ Української Православної Церкви, 2011. — 216 с.
- Вступ до православної теології: Посібник. — Київ: ДП «Вид. дім „Персонал“», 2018. — 296 с. (соавторы: прот. Дионисий Мартишин; свящ. Павел Бочков)
- Діонісій Мартишин, прот. Соціальне служіння Православної Церкви в умовах викликів сучасного світу: монографія. — Київ: ДП «Вид. дім „Персонал“», 2018. — 254 с. (соавтор: прот. Дионисий Мартишин)
- Вступ до православної теології: Посібник. — 2-ге вид. — Київ: ДП «Вид. дім „Персонал“», 2019. — 296 с. (соавторы: прот. Дионисий Мартишин)
- Житія святих Православної Церкви на Закарпатті. — Київ: ДП "Вид. дім «Персонал»", 2019. — 110 с.

## Награды
государственные
- Почётный знак «За заслуги в развитии информационной сферы государства» III степени (Государственный комитет телевидения и радиовещания Украины; 2007)
- Почетная грамота Министерства культуры и искусств Украины (2005)

церковные
- Золотой наперсный крест (ко дню Святой Пасхи 1997, митрополит Владимир (Сабодан))
- Сан игумена (ко дню Святой Пасхи 1998)
- Крест с украшениями (к 10-летнему юбилею КДС, 28 августа 1999)
- Сан архимандрита (ко дню Святой Пасхи 2001)
- Юбилейный орден «Рождество Христово 2000» I степени (2000)
- Орден преподобного Нестора Летописца III степени (2003) и II степени (2008)
- Орден святого равноапостольного князя Владимира III степени (2008)
- Орден «1020 лет крещения Киевской Руси» (2008)
- Орден святителя Димитрия (Туптало), митрополита Ростовского (2010)
- Орден святого благоверного князя Киевского Ярослава Мудрого (2011)
- Второй крест с украшениями (17 февраля 2012; удостоверение № 186 подписано митрополитом Владимиром (Сабоданом) 14 марта 2012)